# Micrepeira
Micrepeira là một chi nhện trong họ Araneidae.